# Lista odcinków serialu anime The Ancient Magus’ Bride
Artykuł zawiera listę wszystkich wyemitowanych odcinków telewizyjnego serialu anime The Ancient Magus’ Bride, opracowanego na podstawie mangi autorstwa Kore Yamazaki.
3-częściowy prequel w formie OVA, zatytułowany Mahōtsukai no yome: Hoshi matsu hito (jap. 魔法使いの嫁 星待つひと), został zapowiedziany w 5. tomie mangi. Za produkcję odpowiadało Wit Studio, a za reżyserię Norihiro Naganuma. Odcinki te zostały dołączone odpowiednio do 6., 7. i 8. tomu mangi, które ukazały się 10 września 2016, 10 marca 2017 oraz 10 września 2017.
10 marca 2017 ogłoszono powstanie serialu telewizyjnego. Jego emisja rozpoczęła się 7 października 2017 i zakończyła 24 marca 2018. Za produkcję ponownie odpowiadało Wit Studio, natomiast reżyserią zajął się Shūhei Yabuta.
Druga 3-częściowa seria OVA, zatytułowana Mahōtsukai no yome: Nishi no shōnen to seiran no kishi (jap. 魔法使いの嫁 西の少年と青嵐の騎士), została zapowiedziana w marcu 2021. Jej odcinki zostały dołączone do odpowiednio 16., 17. i 18. tomu mangi, które wydano 10 września 2021, 10 marca 2022 i 9 września 2022. Za animację odpowiadało Studio Kafka, natomiast reżyserem został Kazuaki Terasawa.
Drugi sezon zapowiedziano 5 września 2022. Produkcją ponownie zajęło się Studio Kafka, a Kazuaki Terasawa powrócił na stanowisku reżysera. Pierwsza część była emitowana od 6 kwietnia do 22 czerwca 2023, druga była zaś nadawana od 6 października do 21 grudnia 2023.
W Polsce pierwszy sezon dostępny jest za pośrednictwem serwisu Canal+ online.

## Przegląd serii
| Sezon | Sezon | Odcinki | Odcinki             | Premiera serii      | Finał serii     |
| ----- | ----- | ------- | ------------------- | ------------------- | --------------- |
|       | 1     | 24      | 24                  | 7 października 2017 | 24 marca 2018   |
|       | 2     | 24      | 12                  | 6 kwietnia 2023     | 22 czerwca 2023 |
| 12    | 2     | 24      | 5 października 2023 | 21 grudnia 2023     |                 |

## Lista odcinków

### Sezon 1 (2017–18)
| №  | #  | Tytuł                                                                                  | Premiera             |
| -- | -- | -------------------------------------------------------------------------------------- | -------------------- |
| 1  | 1  | Kwietniowe deszcze sypią majowym kwieciem April showers bring May flowers.             | 7 października 2017  |
| 2  | 2  | Jeden dzień dzisiejszy wart jest tyle, co dwa jutra One today is worth two tomorrows.  | 14 października 2017 |
| 3  | 3  | Waga nie odróżnia złota od ołowiu The balance distinguishes not between gold and lead. | 21 października 2017 |
| 4  | 4  | Wszystko ma swój początek Everything must have a beginning.                            | 28 października 2017 |
| 5  | 5  | Miłość wszystko zwycięża Love conquers all.                                            | 4 listopada 2017     |
| 6  | 6  | Królowa wróżek The Faerie Queene.                                                      | 11 listopada 2017    |
| 7  | 7  | O wilku mowa Talk of the devil, and he is sure to appear.                              | 18 listopada 2017    |
| 8  | 8  | Nie budź licha, kiedy śpi Let sleeping dogs lie.                                       | 25 listopada 2017    |
| 9  | 9  | Najbardziej głuchy ten, kto nie chce słyszeć None so deaf as those who will not hear.  | 2 grudnia 2017       |
| 10 | 10 | Człowiek uczy się całe życie We live and learn.                                        | 9 grudnia 2017       |
| 11 | 11 | Kochankowie zwykli godzinę uprzedzać Lovers ever run before the clock.                 | 16 grudnia 2017      |
| 12 | 12 | Kto pyta, nie błądzi Better to ask the way than go astray.                             | 23 grudnia 2017      |
| 13 | 13 | Nie ma jak w domu East, west, home’s best.                                             | 6 stycznia 2018      |
| 14 | 14 | Miłość od pierwszego wejrzenia Looks breed love.                                       | 13 stycznia 2018     |
| 15 | 15 | Nie ma jak w domu There is no place like home.                                         | 20 stycznia 2018     |
| 16 | 16 | Bóg nierychliwy, ale sprawiedliwy God’s mill grinds slow but sure.                     | 27 stycznia 2018     |
| 17 | 17 | Nie mów „hop” Look before you leap.                                                    | 3 lutego 2018        |
| 18 | 18 | Przebacz i zapomnij Forgive and forget.                                                | 10 lutego 2018       |
| 19 | 19 | Lepsza mała pomoc niż małe gadanie Any port in a storm.                                | 17 lutego 2018       |
| 20 | 20 | Gdzie drwa rąbią, tam wióry lecą You can’t make an omelet without breaking a few eggs. | 24 lutego 2018       |
| 21 | 21 | Cel uświęca środki Necessity has no law.                                               | 3 marca 2018         |
| 22 | 22 | Kto sieje wiatr, ten zbiera burzę As you sow, so shall you reap.                       | 10 marca 2018        |
| 23 | 23 | Kto szuka, ten znajdzie Nothing seek, nothing find.                                    | 17 marca 2018        |
| 24 | 24 | Żyj i daj żyć innym Live and let live.                                                 | 24 marca 2018        |

#### Sezon 2 (2023)
| №       | #       | Tytuł                                            | Premiera             |
| Część 1 | Część 1 | Część 1                                          | Część 1              |
| ------- | ------- | ------------------------------------------------ | -------------------- |
| 25      | 1       | Live and let live. II                            | 6 kwietnia 2023      |
| 26      | 2       | Birds of a feather flock together. I             | 13 kwietnia 2023     |
| 27      | 3       | Birds of a feather flock together. II            | 20 kwietnia 2023     |
| 28      | 4       | The cowl does not make the monk.                 | 27 kwietnia 2023     |
| 29      | 5       | First impressions are the most lasting.          | 4 maja 2023          |
| 30      | 6       | Better bend than break.                          | 11 maja 2023         |
| 31      | 7       | Slow and sure. I                                 | 18 maja 2023         |
| 32      | 8       | Slow and sure. II                                | 25 maja 2023         |
| 33      | 9       | Conscience does make cowards of us all. I        | 1 czerwca 2023       |
| 34      | 10      | Conscience does make cowards of us all. II       | 8 czerwca 2023       |
| 35      | 11      | A small leak will sink a great ship. I           | 15 czerwca 2023      |
| 36      | 12      | A small leak will sink a great ship. II          | 22 czerwca 2023      |
| Część 2 |         |                                                  |                      |
| 37      | 13      | Nothing venture, nothing have. I                 | 5 października 2023  |
| 38      | 14      | Nothing venture, nothing have. II                | 12 października 2023 |
| 39      | 15      | Needs must when the devil drives. I              | 19 października 2023 |
| 40      | 16      | Needs must when the devil drives. II             | 26 października 2023 |
| 41      | 17      | Gather ye rosebuds while ye may.                 | 2 listopada 2023     |
| 42      | 18      | Coming events cast their shadows before.         | 9 listopada 2023     |
| 43      | 19      | Man’s extremity is God’s opportunity.            | 16 listopada 2023    |
| 44      | 20      | Even a worm will turn.                           | 23 listopada 2023    |
| 45      | 21      | A burnt child dreads the fire.                   | 30 listopada 2023    |
| 46      | 22      | Give a thief enough rope and he’ll hang himself. | 7 grudnia 2023       |
| 47      | 23      | Of two evils choose the less.                    | 14 grudnia 2023      |
| 48      | 24      | The show must go on. I                           | 21 grudnia 2023      |

### OVA

#### Hoshi matsu hito
| № | Tytuł                                     | Premiera         |
| - | ----------------------------------------- | ---------------- |
| 1 | Hoshi matsu hito: Zenpen 星待つひと：前篇 | 10 września 2016 |
| 2 | Hoshi matsu hito: Chūhen 星待つひと：中篇 | 10 marca 2017    |
| 3 | Hoshi matsu hito: Kōhen 星待つひと：後篇  | 9 września 2017  |

#### Nishi no shōnen to seiran no kishi
| № | Tytuł                                                                                                  | Premiera         |
| - | --- | ---------------- |
| 1 | Mahōtsukai no yome: Nishi no shōnen to seiran no kishi: Zenpen 魔法使いの嫁 西の少年と青嵐の騎士：前篇 | 10 września 2021 |
| 2 | Mahōtsukai no yome: Nishi no shōnen to seiran no kishi: Chūhen 魔法使いの嫁 西の少年と青嵐の騎士：中篇 | 10 maja 2022     |
| 3 | Mahōtsukai no yome: Nishi no shōnen to seiran no kishi: Kōhen 魔法使いの嫁 西の少年と青嵐の騎士：後篇  | 10 września 2022 |